# Phytolacca icosandra
Raisin tropicale
Espèce
Classification phylogénétique
Le Raisin tropical (Phytolacca icosandra) est une espèce de plantes herbacées, vivaces, de la famille des Phytolaccaceae,,.

## Étymologie
Le nom de genre provient de phyto (plante) et de lacca qui serait une forme latinisée du mot laque ou un dérivé du persan lakk ayant un sens similaire et avec 8 à 20 étamines, icosandra signifie « vingt étamines ».

## Description
Le Raisin tropicale atteint jusqu'à 3 m de haut, avec des feuilles de 10 à 20 cm sur 9 à 14 cm. Les fleurs sont produites en grappes de 10 à 15 cm de long, chaque fleur de 5 à 10 mm de diamètre, avec 8 à 20 étamines. Le fruit est une baie noire de 5 à 8 mm de diamètre.